# Yamaha Reface DX
 (décembre 2020).
Le Yamaha Reface DX est un synthétiseur portable à modulation FM de la gamme Reface, développée et fabriquée par la société japonaise Yamaha. Avec sa synthèse FM modernisée, le Reface DX se positionne en tant qu'héritier de la série des Yamaha DX des années 1980, dont le célèbre DX7.

## Description
Le synthétiseur possède douze algorithmes basés sur quatre oscillateurs sinusoïdaux réglables tactilement, avec une rétroaction variable en continu sur chaque opérateur. Il pèse 1,9 kg (sans les six piles) et mesure 53 cm de largeur pour 6 cm de hauteur et 17,5 cm de profondeur. Au total, 37 touches sont à disposition sur le clavier. Il est équipé de deux haut-parleurs de 3 × 3 cm d'une puissance unitaire de 2 W.
L'instrument est également équipé d'un adaptateur secteur. Sans adaptateur, les six piles lui permettent une autonomie d'environ 5 heures.

### Panneau avant
Sur le synthétiseur, un panneau en métal se situe au-dessus du clavier, sur lequel on retrouve un levier des curseurs, des boutons et un écran non tactile contrôlable par un petit panel de boutons tactiles.